# Leptodesmus cerasinus
Leptodesmus cerasinus är en mångfotingart som beskrevs av Carl Graf Attems 1901. Leptodesmus cerasinus ingår i släktet Leptodesmus och familjen Chelodesmidae. Inga underarter finns listade i Catalogue of Life.